# Higashiyama Kaii

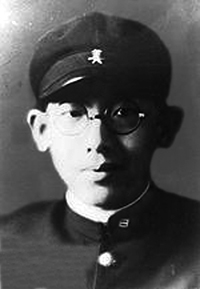
Higashiyama Kaii

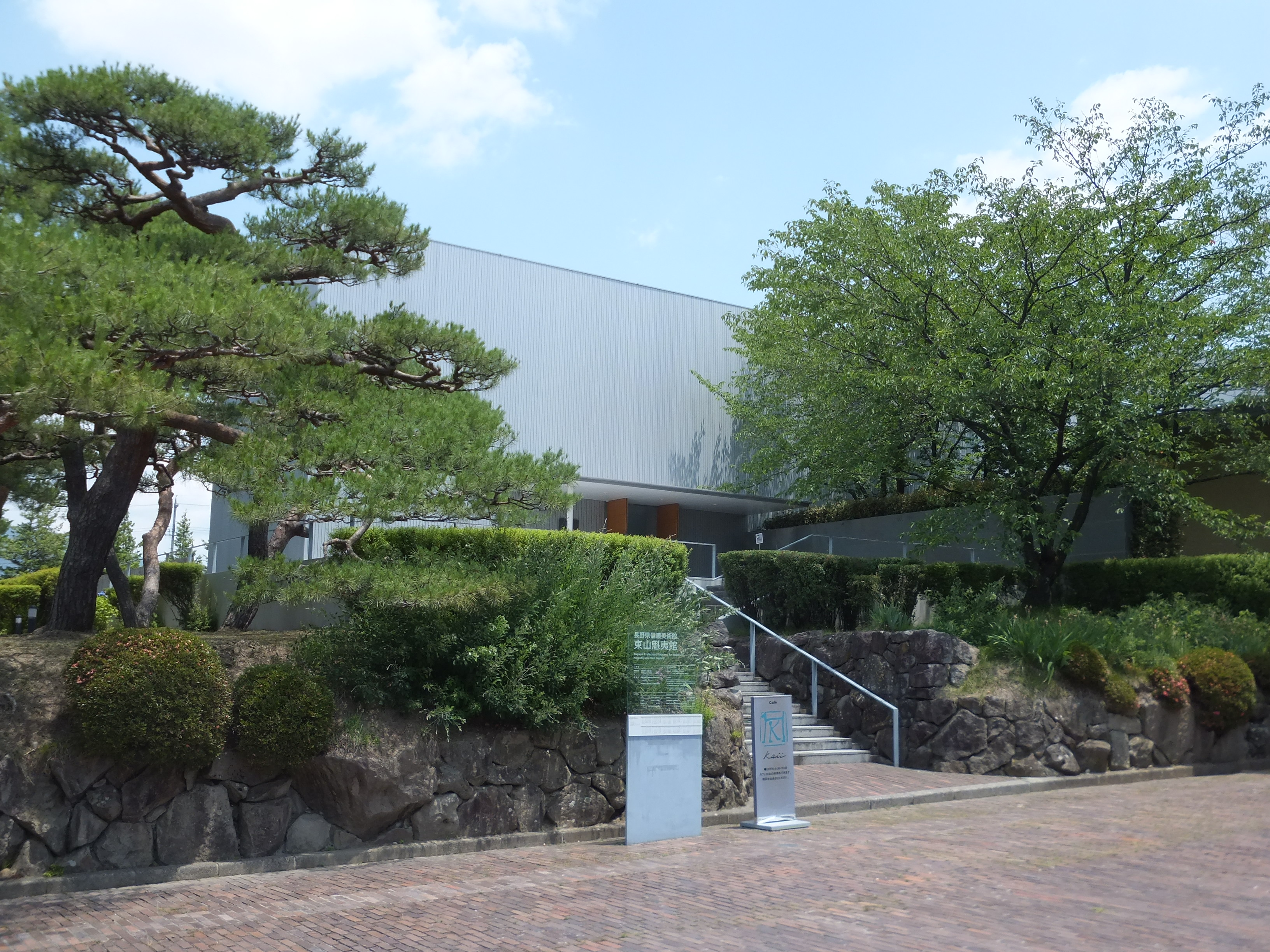
Higashiyama Kaii Galerie

Higashiyama Kaii (japanisch 東山 魁夷; * 8. Juli 1908 in Yokohama; † 6. Mai 1999) war ein international bekannter japanischer Landschaftsmaler im Nihonga-Stil. Viele seiner Werke sind im Nationalmuseum für moderne Kunst in Tokio sowie in Nagano zu sehen.

## Leben
Nach Kindheit und Jugend in Kōbe beendete er 1931 das Studium der japanischen Malerei an der Kunstschule Tōkyō, der späteren Kunsthochschule Tōkyō. Von 1933 bis 1935 studierte Kaii Kunstgeschichte an der Universität Berlin und besuchte häufig die Umgebung, um die Landschaft zu malen. Higashimaya war beeindruckt von der deutschen Romantik und stellte Caspar David Friedrich in Japan vor.

## Werke und Maltechniken
Seine Gemälde sind klar strukturiert, erhalten durch extrem feine Pinselstrichführung und feine Farbschattierungen einen hohen Reichtum an Details, wirken insgesamt stilisiert aber natürlich und strahlen Ruhe aus.
Higashiyama verwendet sehr dezent auch die traditionelle Kirikane-Technik bei der Gold- und Silberstaub aufgetragen wird. Dies führt, wie in der Studie für ein Wandgemälde für den Kaiserpalast, zu besonders leuchtenden Farben, im wahren Sinne des Wortes sind hier goldgelber Sandstrand und silberne Wellengischt zu sehen. Auch in dem Werk Echo von 1958, welches stark stilisierte Zweige darstellt, wird diese Technik angewendet, fällt aber nur bei genauem Hinsehen auf.
Ein bekannteres Werk ist Der Weg von 1950, das nichts anderes als einen Weg in einer grünen Landschaft darstellt, aber durch die besondere Maltechnik eine äußerst lebendige Transparenz bei hohem Detailreichtum (Wegspuren, Kieselsteine, Grashalme) erhält. International trat Higashiyama am 12. Januar 1985 in Erscheinung, als er sich zusammen mit Andy Warhol und Joseph Beuys am Global-Art-Fusion-Projekt beteiligte. Dies war ein vom Konzeptkünstler Ueli Fuchser initiiertes, interkontinental ausgelegtes, FAX-ART-Projekt, bei dem ein Fax mit Zeichnungen aller dreier Künstler innerhalb von 32 Minuten um die Welt gesandt und im Museum Moderner Kunst, im Wiener Palais-Liechtenstein, empfangen wurde. Dieses Fax sollte ein Zeichen des Friedens während des Kalten Krieges setzen.
Zu finden sind seine Werke vor allem in Museen in Nagano, Kōbe und neben der Seto-Brücke in Kagawa, aber sie zieren auch den japanischen Kaiserpalast und japanische Kultstätten wie den Tōshōdai-ji in Nara. Sein Gemälde Tal im Nebel (1989) ist als Geschenk im Besitz des Museum für Asiatische Kunst (Berlin).
Higashiyama ist Ehrenbürger der Stadt Ichikawa. Dort existiert auch eine eigene Gedenkstätte, die Higashiyama Kaii Memorial Hall.

## Auszeichnungen
- Bayerischer Verdienstorden
- Pour le Mérite für Wissenschaft und Künste
- Mainichi-Kunstpreis (1968)
- Kulturorden (1969)